# Sarrazac (Dordogna)
Sarrazac è un comune francese di 386 abitanti situato nel dipartimento della Dordogna nella regione della Nuova Aquitania.

## Società

### Evoluzione demografica
Abitanti censiti